# Oude kraan (Middelburg)

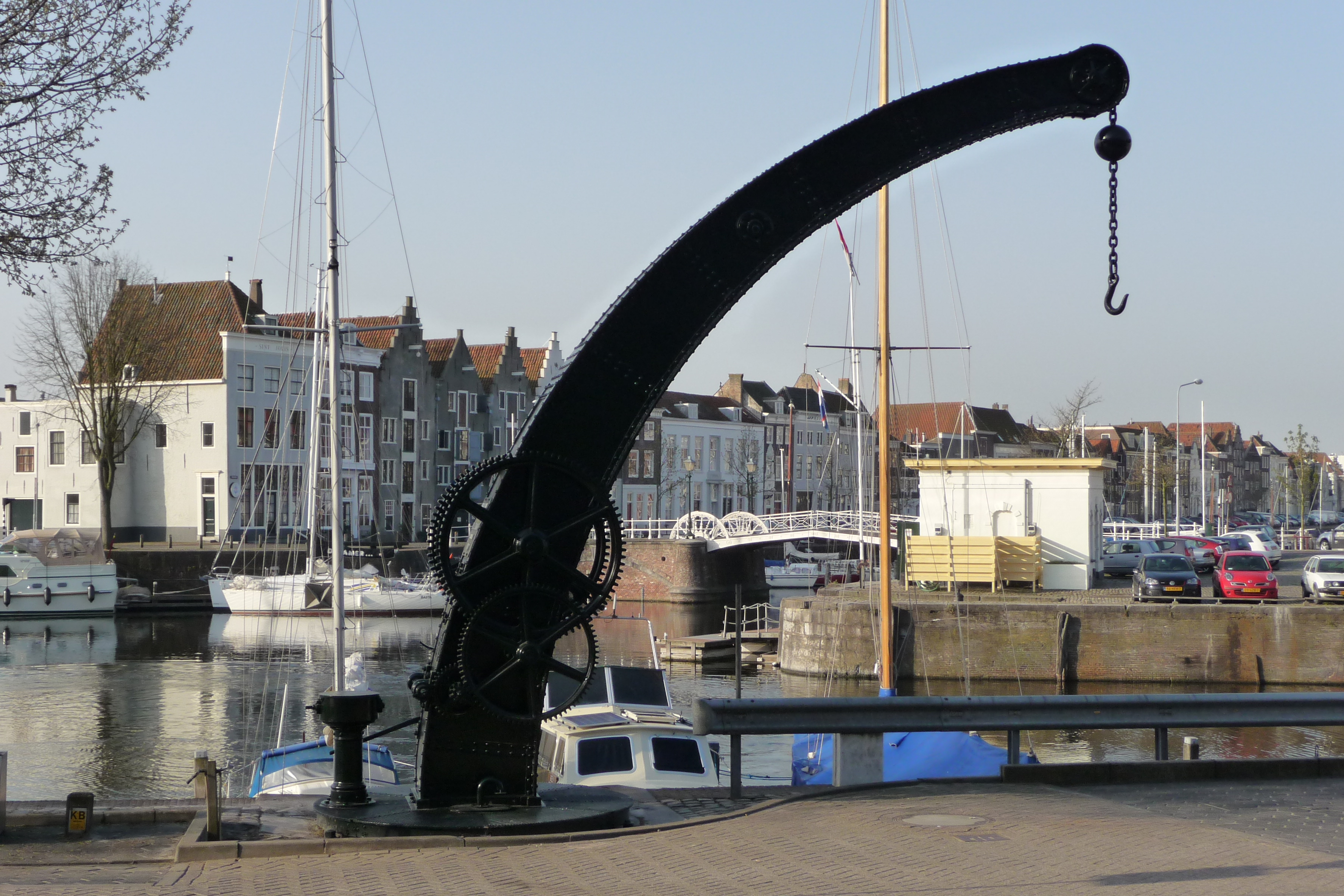
Oude havenkraan in Middelburg

De oude kraan is een havenkraan en rijksmonument aan de Rotterdamskaai in Middelburg in de provincie Zeeland.

## Geschiedenis
De smeedijzeren havenkraan werd vervaardigd in de fabriek De Prins van Oranje en in 1861 geplaatst ter vervanging van de havenkraan uit de 18e eeuw die datzelfde jaar afgebroken was. Deze kraan werd aan de havenkade gebruikt voor het laden en lossen van vrachtgoederen uit boten.
Het ontwerp van de kraan is van de Schotse ingenieur William Fairbarn (1789-1874) die in 1850 een patent hierop verkreeg. Het belangrijkste deel van de kraan is de gebogen kokervormige arm van smeedijzer die door zijn gebogen toepassing zwaardere lasten kan tillen. Fairbarn bouwde veel exemplaren van deze kraan in verschillende formaten in zijn fabriek William Fairbairn & Sons in Manchester voor klanten in binnen- en buitenland. Hij gaf het ontwerp ook in licentie aan andere makers, waaronder de Nederlandse ijzergieterij 'De Prins van Oranje'.
Deze kraan is een van de enige twee bewaard gebleven smeedijzeren Fairbarn-kranen in Nederland (de tweede staat in Koog aan de Zaan). Op 27 november 2009 werd de kraan gedemonteerd voor een grondige restauratie omdat de fundatie met de as en het draaimechanisme van de kraan in zeer slechte staat waren. De natuurstenen fundatie was verzakt en de gietijzeren bordessen waren op diverse plaatsen gescheurd. Op 27 januari 2010 werd de kraan teruggeplaatst.

## Fotogalerij

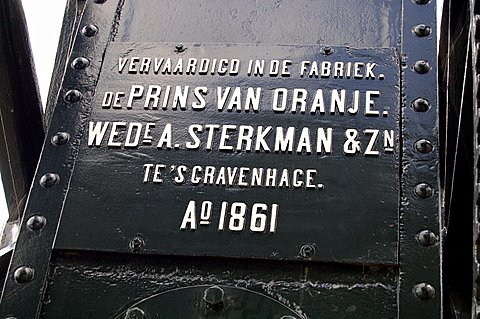
Tekstbord fabrikant
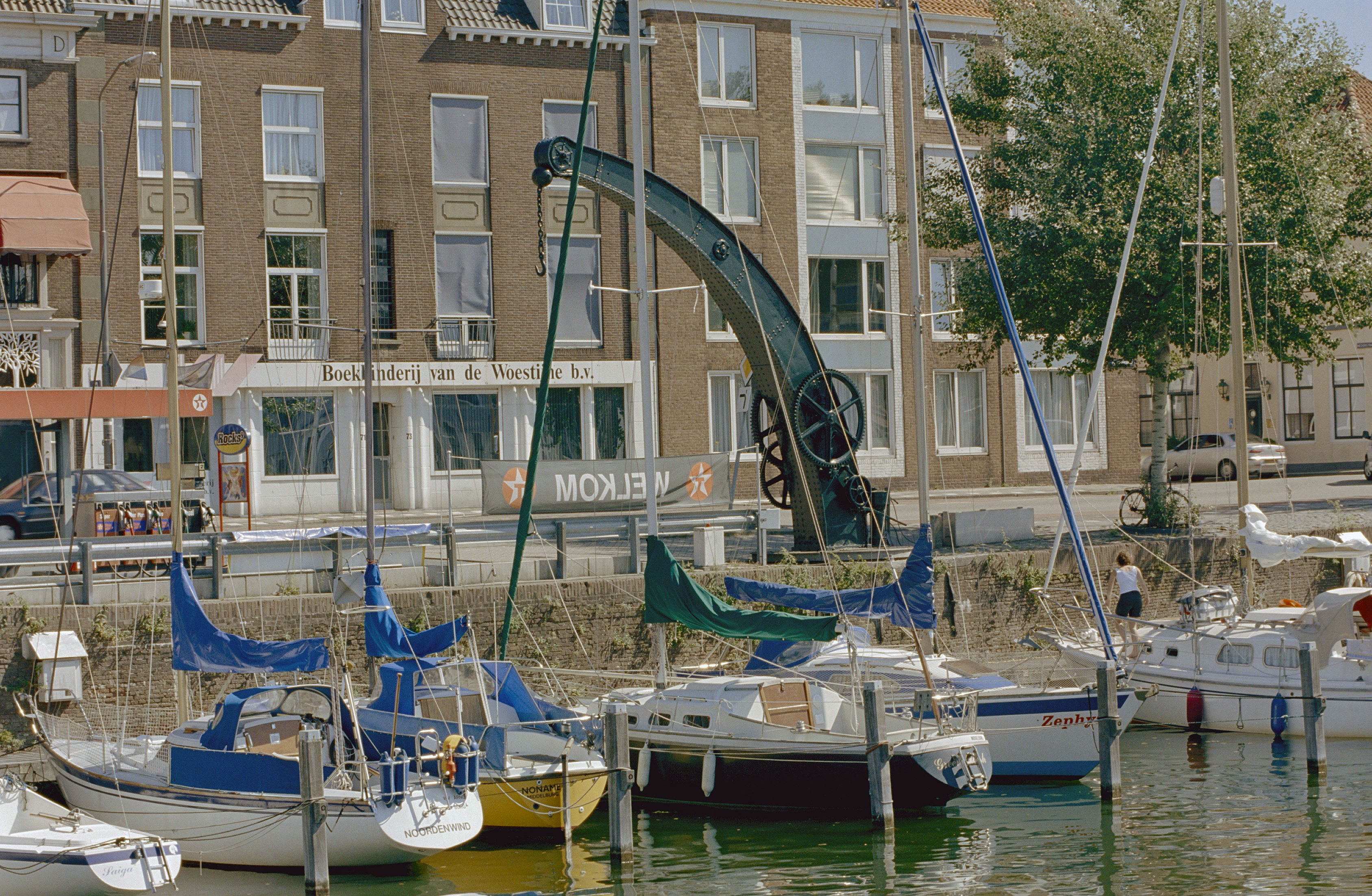
Overzicht havenkraan en kade
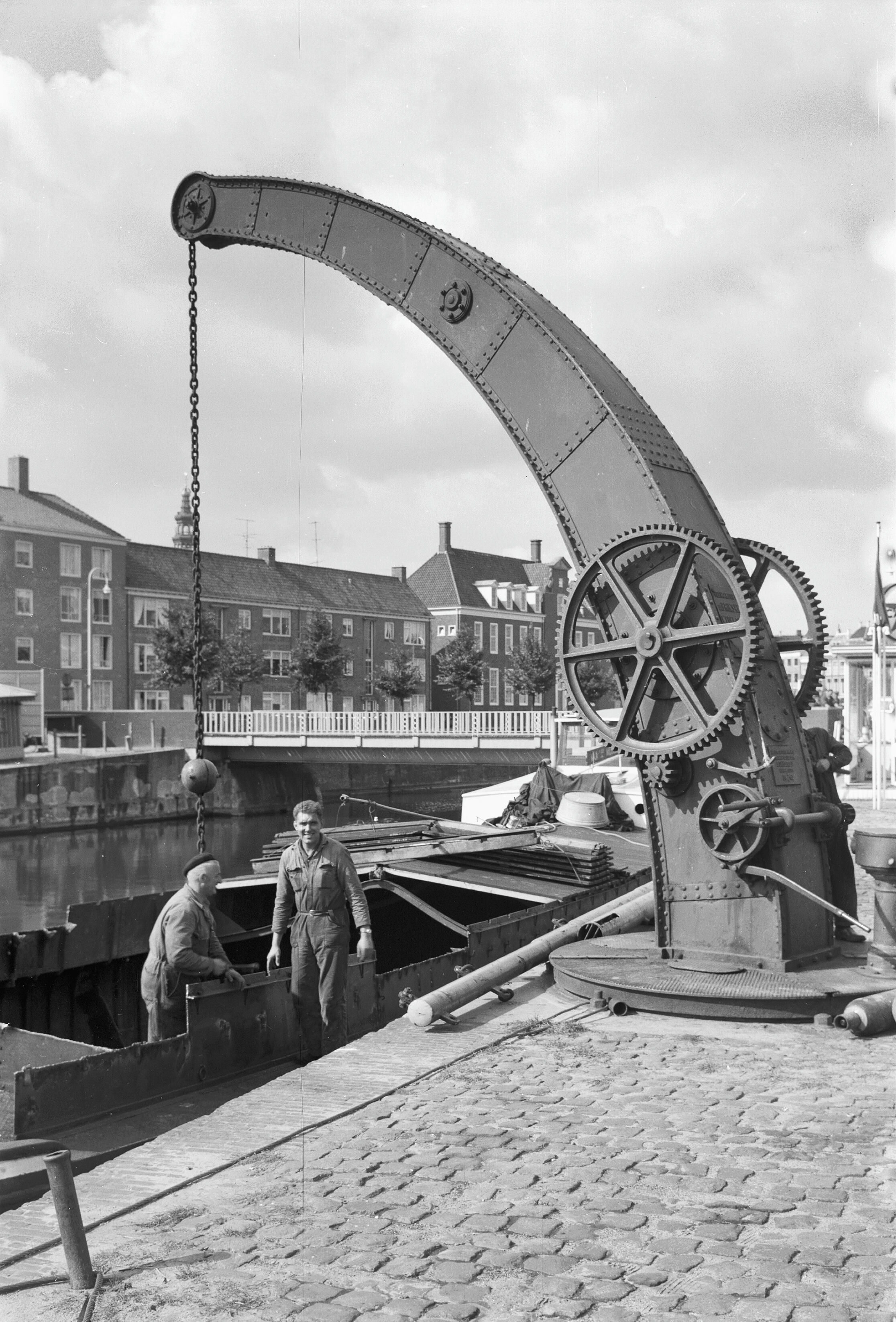
De kraan in werking in 1962